# Hexodontini
Hexodontini — триба пластинчатоусых из подсемейства Dynastinae. Являются эндемиками Мадагаскара.

## Систематика

### Перечень родов
- Hemicyrthus Reiche, 1982
- Hexodon Olivier, 1789
- Hyboschema Peringuey, 1901